# Терешкова, Анна Васильевна
А́нна Васи́льевна Терешко́ва (род. 22 августа 1969 года, Новосибирск, РСФСР, СССР) — общественный и политический деятель, глава департамента культуры, спорта и молодёжной политики мэрии Новосибирска, вице-мэр Новосибирска (2019–2024), генеральный директор Новосибирской филармонии.
Руководитель арт-галереи «Старый город». Основатель и директор общественного фонда «Сибирский центр современного искусства» (2010–2015). Организатор выставки «Родина» в Новосибирске.
В 2011 году начала работать в команде Михаила Прохорова: член партии «Правое дело» (июль–сентябрь 2011), член федерального комитета «Гражданской платформы» (2012–2015) и доверенное лицо Михаила Прохорова на выборах президента в 2012 году.
Член Общественного совета при Министерстве культуры России с 2012 года. Участник коалиции Объединённой оппозиции Новосибирска в период выборов мэра Новосибирска в 2014 году.

## Личная жизнь
Семья
Анна Терешкова родилась 22 августа 1969 года в Новосибирске. Отец — геофизик, доктор наук, работает в СНИИГГиМС, мать — врач. В 1989 году вышла замуж за Дмитрия Терешкова (в настоящее время председатель совета директоров «Сибирской хлебной корпорации»). Пятеро детей: Александра, Иван, Мария, Екатерина и Елизавета.
Увлечения
Горные лыжи, восхождения на вершины, познавательные экскурсии.

## Образование
Окончила НГМУ (специальность «педиатр»), также обучалась в Сибирском независимом университете на отделении английской филологии.

## Карьера

### Начало карьеры
Работала в Сибирской контрактной корпорации переводчиком, была менеджером компании «Восход-Бейкер».

### Арт-галерея «Старый город»
С 2001 года была руководителем арт-галереи «Старый город», которую возглавляла 10 лет. Здесь экспонировались картины известных сибирских художников. Галерея обладала правом на продажу работ Николая Грицюка из семейной коллекции.

### Сибирский центр современного искусства
В 2010 году Анна Терешкова и её муж Дмитрий Терешков создали Сибирский центр современного искусства. Центр первоначально располагался в Новосибирском краеведческом музее, но в 2014 году музей расторг контракт с организацией, и её экспозиция переехала в Томск. На одной из встреч с Владимиром Мединским Анна Терешкова убедила министра культуры в целесообразности возвращения Центра современного искусства в Новосибирск. Владимир Мединский положительно отреагировал на её предложение и обещал профинансировать проект из федерального бюджета на 90 %. Новую площадку для Центра современного искусства планировалось разместить в Гарнизонном доме офицеров, который находится в Октябрьском районе Новосибирска.
Однако «Координационный совет в защиту общественной нравственности, культуры и традиционных семейных ценностей», в состав которого входят новосибирские православные активисты, опубликовал посланное Владимиру Путину письмо с просьбой открыть в Доме офицеров, вместо Центра современного искусства, Музей Великой Отечественной войны. В письме говорилось, что Центр современного искусства в будущем может вызвать конфликты между «патриотами и разрушителями традиционных национальных ценностей». Анну Терешкову в письме охарактеризовали негативно, её называли «организатором провокационных, безнравственных, антикультурных и антихудожественных выставок».

### Работа в команде Михаила Прохорова
31 июля 2011 года Анна Терешкова возглавила новосибирское отделение «Правого дела», но уже 14 сентября по причине раскола партии покинула пост руководителя в поддержку Михаила Прохорова.
В декабре 2011 года вступила в кампанию Михаила Прохорова по его выдвижению кандидатом в президенты РФ. В 2012 году возглавила новосибирский штаб кандидата в президенты Михаила Прохорова, в этом же году вошла в федеральный политкомитет партии «Гражданская платформа». В марте 2015 года покинула «Гражданскую платформу» после выхода из неё Михаила Прохорова.

### Работа в Общественном совете при Министерстве культуры России
В 2012 году Анна Терешкова вступила в Общественный совет при министерстве культуры России, став единственным представителем от Урала, Сибири и Дальнего Востока.

### Работа в департаменте культуры, спорта и молодёжной политики мэрии Новосибирска
19 мая 2014 года Анна Терешкова заняла должность начальника департамента культуры, спорта и молодёжной политики мэрии Новосибирска, сменив на этом посту Алексея Ершова.

## Организация выставки «Родина»
В 2012 году Анна Терешкова стала организатором художественной выставки «Родина», которую планировалось разместить в Новосибирском краеведческом музее 19 мая, но уже 26 апреля губернатор Новосибирской области Василий Юрченко запретил проведение выставки на площадке музея. После запрета экспозиция переехала на новое место — в бывшее здание аэропорта Новосибирск-Северный, но 12 мая владелец здания решил расторгнуть договор аренды. Тогда Анна Терешкова пригласила посетить здание аэропорта всех желающих, чтобы бесплатно посмотреть экспозицию в течение 5 дней, пока её будут демонтировать.
Ряд общественных деятелей и депутатов посчитали проведение выставки в городе нежелательным. Депутат Умербаев сказал, что выставка «унижает честь и патриотическое достоинство русского народа». Анна Терешкова придерживалась противоположной точки зрения:

Я не понимаю, чего они испугались. Боятся всего на свете. На этой выставке нет ничего, что могло бы оскорбить новосибирцев. Все работы сделаны из любви к Родине. Там нет голых тел, мы специально убрали инсталляцию «Голубые города» после этого маразматического шоу, которое развернулось между церковью и обществом, чтобы не провоцировать никого.— Тайга.инфо
31 мая экспозиция «Родина» открылась в бывшем здании «Сибирской ярмарки» на Красном проспекте и сопровождалась очередной акцией против выставки, организованной общественными движениями «Народный собор», «Профсоюз граждан России» и Евразийский Союз Молодежи. Участники пикета требовали уволить Анну Терешкову «за фотовыставки о совокуплении с животными».

## Конфликт с Владимиром Кехманом
После назначения Владимира Кехмана директором Новосибирского театра оперы и балета между Анной Терешковой и новым руководителем театра возникал ряд конфликтов. В интервью газете «Известия» Кехман негативно отзывался об Анне Терешковой и её муже:

Там есть департамент культуры, спорта и молодёжной политики, который возглавляет Анна Терешкова. Она в разговоре со мной откровенно провокационно себя вела. С другой стороны, мне муж её шептал в ухо, что если понадобится, мы и 10 тыс. человек на улицу перед театром выведем. Что это означает — я не понимаю. Он является самым большим производителем хлеба в России. А его жена находится в дружеских отношениях с Ильей Пономаревым, который сейчас в бегах в Америке.
6 апреля 2015 года на пресс-конференции в Новосибирске Владимир Кехман высказал мнение о том, что начальнику департамента культуры, спорта и молодёжной политики Анне Терешковой следует подать в отставку, так как мэр Новосибирска — коммунист, а Анна Терешкова — «либеральная особа». На заявление Кехмана отреагировал Анатолий Локоть, сказав, что руководитель театра не имеет полномочий для вмешательства в дела мэрии.
22 июня 2016 года мэрия Новосибирска планировала провести концерт, посвящённый Дню памяти и скорби. На ступенях Оперного театра оркестр должен был исполнить Седьмую симфонию Дмитрия Шостаковича, но Владимир Кехман запретил проведение мероприятия из-за премьеры балета «Дон Кихот», которая также была назначена на 22-е число, и, кроме того, отказал в предоставлении музыкальному коллективу электричества. В ответ на запрет Анна Терешкова заявила, что для проведения концерта оркестру достаточно будет отступить от колонн театра 10 метров, а для снабжения оркестра электричеством мэрия воспользуется электрогенераторами.